# مسانسی
شهر مسانسی (به فرانسوی: Messancy) در شهرستان ارلن (بلژیک)  در استان لوکزامبورگ  در منطقه فدرال والوون در کشور بلژیک واقع شده‌است.

## نگارخانه

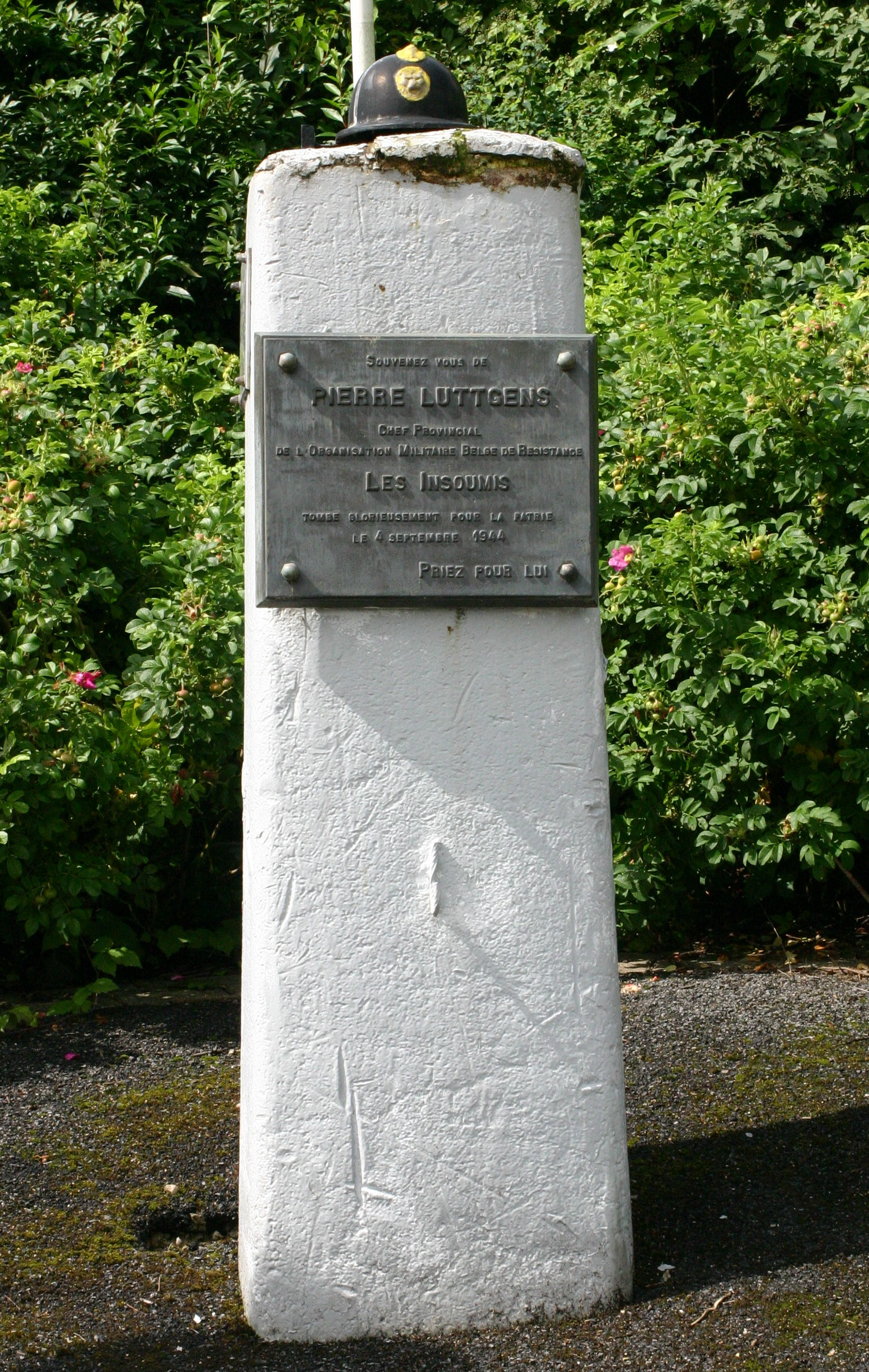